# Messing-cum-Inworth
Messing-cum-Inworth – civil parish w Anglii, w hrabstwie Essex, w dystrykcie Colchester. Leży 21 km na północny wschód od miasta Chelmsford i 70 km na północny wschód od Londynu. W 2011 roku civil parish liczyła 363 mieszkańców.